# بیگانه بیا
بیگانه بیا اولین فیلم مسعود کیمیایی است که در سال ۱۳۴۷ به نمایش درآمد.

## خلاصه داستان
امیر محمود  بی‌توجه به وضعیت دختری بنام فرنگیس که از رابطه با او فرزندی دارد، برای فرار از مسئولیت به خارج سفر می کند. فرنگیس که نا امید شده، دست به خودکشی می‌زند. اما برادر امیر محمود ، امیر احمد که شکارچی است  او را نجات داده به خانه خود می برد و با او زندگی می‌کند. به زودی امیر محمود  از سفر خارج برمی گردد و چون خود را به شدت تنها و بیگانه می‌بیند به خانه برادر می رود و بچه خود و عشق قدیمی اش فرنگیس را طلب می کند. برادر امیر محمود به خاطر سعادت آنها اینبار اوست که دست به خودکشی می‌زند و با اسلحه شکاری خود را می کشد .

## بازیگران
- بهروز وثوقی (امیراحمد)
- فرامرز قریبیان (دوست امیراحمد)
- فرخ ساجدی (امیرمحمود)
- مارینا متر (فرنگیس)